# CIPRA
Mednarodna komisija za varstvo Alp (fr. Commission Internationale pour la Protection des Alpes  ̶  CIPRA) je nevladna krovna organizacija, ki šteje več kot sto članskih organizacij s celotnega območja Alp in ima svoja predstavništva v vseh alpskih državah. Poglavitna naloga CIPRE je zavzemanje za varstvo in trajnostni razvoj Alp.
V javnosti se Mednarodna komisija za varstvo Alp in Alpska konvencija pogosto zamenjujeta – dejstvo je, da sta obe med seboj tesno povezani. Vse od svoje ustanovitve leta 1952 je CIPRA zahtevala konvencijo za Alpe ter budno in kritično spremljala nastanek Alpske konvencije in njeno uresničevanje v devetdesetih letih. CIPRA ima status uradne opazovalke v organih Alpske konvencije.

## Cilji in prednostne naloge
CIPRA si prizadeva za uresničevanje dvojne strategije: po eni strani za razvoj od zgoraj navzdol, ki ga predstavlja Alpska konvencija, po drugi strani pa za razvoj od spodaj navzgor, ki se odraža v projektnem delu, pobudah in delovanju v mrežah.  Poleg tega CIPRA vodi mednarodni sekretariat Društva Alpsko mesto leta in pohodniške poti Via Alpina.
Ena najpomembnejših nalog CIPRE je posredovanje informacij o alpskem prostoru. CIPRA v ta namen uporablja domačo spletno stran, tematsko revijo Alpe na odru, e-glasilo alpMedia ter številne druge publikacije in prireditve. 
CIPRA izhaja iz varstva narave. Poleg tega se osredotoča na socialne, ekonomske in družbeno-politične teme, kot so upravljanje naravnih virov, energija in mobilnost, participacija, vprašanja enakosti spolov in zadostnosti naravnih virov. CIPRA spremlja in izvaja projekte na naslednjih ključnih področjih, ki se vedno nanašajo na alpski prostor: biotska raznovrstnost in pokrajina , podnebne spremembe in energija , promet in mobilnost  ter participacija mladih .

## Organizacija

### Nacionalna predstavništva
CIPRA ima sedem nacionalnih predstavništev, in sicer v Avstriji, Franciji, Italiji, Lihtenštajnu, Nemčiji, Sloveniji in Švici, ter eno regionalno predstavništvo na Južnem Tirolskem. Predstavništva so samostojne organizacije in delujejo kot stičišče članov in politike posameznih držav. Sedež sekretariata CIPRE International je v Lihtenštajnu.

### Članske organizacije
CIPRA združuje pod svojo streho okoli sto organizacij in inštitucij, te pa so predvsem okoljske organizacije in inštituti. Status članov ima tudi vseh devet zveznih dežel v Avstriji, naravni parki v Franciji in posamezni člani v Sloveniji.

### Skupščina delegatov
Najvišji organ CIPRE je skupščina delegatov, v kateri so nacionalna predstavništva zastopana s šestimi glasovi, regionalno predstavništvo Južne Tirolske pa z dvema glasovoma. Podporni član Nederlandse Milieugroep Alpe ima pri odločanju na skupščini posvetovalni glas. Skupščina delegatov se praviloma sestane enkrat letno.

### Predsedstvo
Drug organ, ki ima nekoliko manj članov, je predsedstvo. V njem je vsako nacionalno predstavništvo zastopano z dvema glasovoma, regionalno predstavništvo CIPRE Južna Tirolska pa z enim. Tudi predsedstvo se sestane vsako leto. Pri tem je postalo že običajno, da se pred sejo predsedstva srečajo direktorice in direktorji nacionalnih predstavništev in regionalnega predstavništva CIPRE, ki si ob tej priložnosti izmenjajo informacije in izkušnje ter tako ustvarjajo temelj za uspešno medsebojno komunikacijo. Predsednik je Uwe Roth (Nemčija), podpredsednica pa Serena Arduino (Italija). Ostali podpredsedniki so: Christina dalla Torre (Italija), Eléonore Matuszak (Francija), Peter Zajc (Slovenija) in Eléonore Matuszak (Švica). Wilfried Marxer (Lihtenštajn) je blagajnik. Kaspar Schuler je direktor CIPRE International, Jakob Dietachmair pa je namestnik direktorja. 

### Mladinski svet (CYC, CIPRA Youth Council)
Mladinski svet je svetovalno telo organov, vodstva in sekretariata CIPRE International. Mladinski svet je ustanovila CIPRA na skupščini delegatov v Bolzanu oktobra 2013. Člani so stari od 14 do 29 let, živijo v Alpah in si prizadevajo, da bi bili slišani. CYC je v življenje priklical še vedno tekoč projekt YOALIN. 

### CIPRA International Lab GmbH
Organizacija s sedežem v Avstrijskem mestu Feldkirch je tesno povezana s CIPRO International. Na ravni transnacionalnih projektov je pooblaščena za zastopanje njenih interesov.

## Zgodovina
Mednarodna komisija za varstvo Alp je bila ustanovljena 5. maja 1952 v nemškem kraju Rottach/Egern. Ideja o njeni ustanovitvi je nastala v Svetovni zvezi za ohranitev narave (International Union for the Protection of Nature – IUCN). Neposredni razlog za njeno ustanovitev je bila načrtovana izvedba večjih projektov na območju Narodnega parka Gran Paradiso v Italiji. CIPRA je bila že od začetka svojega delovanja zelo tesno povezana z IUCN. Charles Jean Bernard, prvi predsednik IUCN, je bil leta 1952 izvoljen tudi za prvega predsednika CIPRE, kjer mu je ob strani v vlogi sekretarja stal Wolfgang Burhenne, prav tako dejaven v IUCN. Leta 1952 je CIPRA kot članica pristopila IUCN, vendar pa je ostala samostojna organizacija z lastnimi pravili.
Delovanje CIPRE je bilo dolga leta osredotočeno na organiziranje vsakoletnega srečanja. O obravnavanih temah so bile izdelane resolucije, doseženi so bili prvi uspehi (npr. preprečitev načrtovane gradnje elektrarne v dolini Val di Genova, ohranitev Krimmlskih slapov).
Organ CIPRE je takrat sestavljala bolj ali manj enotna skupina strokovnjakov z naravoslovnih področij. Mnogi od njih niso bili dejavni le v CIPRI, temveč tudi v IUCN. Stike so vzdrževali na različnih ravneh, pisna korespondenca med njimi je bila zelo živahna. Nekako do leta 1970 skorajda ni bilo kadrovskih menjav, kar je zagotavljalo neprekinjeno izvajanje dejavnosti in krepilo prijateljske odnose med člani.
Konec šestdesetih let je bilo v znamenju krize. Potem ko leta 1973 ni bila sklicana niti letna konferenca, je bil jeseni 1974 v Trentu v okviru konference IUCN, ki je potekala z naslovom Prihodnost Alp, sprejet sklep, da se CIPRA organizira tako, da bo njeno delovanje temeljilo na široki udeležbi nosilnih organizacij z veččlanskim predsedstvom na čelu, v vsaki alpski državi pa bo vzpostavljeno tudi nacionalno predstavništvo CIPRE. 
Prva država, ki je ustanovila svoj „nacionalni odbor“, je bila Avstrija – to je bilo 4. aprila 1975. Istega leta so potekale tudi zelo temeljite razprave o prometni problematiki na območju Alp. Načrtovani projekt izgradnje avtomobilske ceste Alemagna iz smeri Italije proti avstrijski meji je bil že v takratnem obdobju prepoznan kot veliko tveganje, boj proti temu projektu pa naj bi postal – uspešen – del železnega repertoarja CIPRE Avstrija. Nacionalna predstavništva so bila kmalu ustanovljena tudi v drugih državah (1975–1992). 
V osemdesetih letih si je CIPRA ustvarila nov položaj. Svoje delovanje je v občutno večji meri usmerila v izmenjavo izkušenj in informacij. Leta 1990 je v Lihtenštajnu odprla pisarno, ki jo vodi profesionalno osebje.
CIPRA si je že od svoje ustanovitve prizadevala, da bi alpska politika na mednarodni ravni dobila večjo težo. Pomemben mejnik je podpis Alpske konvencije leta 1991, saj ima CIPRA od takrat dalje v organih Alpske konvencije status uradne opazovalke, posreduje lahko ideje in podlage za razpravo o aktualnih temah ter zavzema kritična stališča. Po svoji naravi splošna okvirna konvencija, ki so jo ratificirale vse pogodbenice, se uresničuje prek t. i. izvedbenih protokolov. 

## Teme in trendi
V petdesetih in šestdesetih letih je tekla razprava zlasti o varstvu narave in pokrajine, turizmu ter energiji. Na vseh področjih je šlo predvsem za preprečevanje izvedbe posameznih gradbenih projektov ali za zavarovanje določenih območij. Poleg tega so si v organizaciji prizadevali za izdelavo enotnih čezmejnih usmeritev za delovanje tudi na področju varstva živali in rastlin, pri čemer je prevladovalo mnenje, da je treba ohraniti Alpe v njihovi prvotni obliki. Posebna pozornost je bila namenjena varstvu območij, ki so bila pomembna za znanost. 
V okviru prestrukturiranja po letu 1974 je CIPRA uvedla ekološki vidik delovanja, pri katerem je bilo pomembno zlasti načrtovanje prostora in krajine. V tem času je prišlo tudi do organizacijskih sprememb, ki so vplivale na tematsko usmerjenost CIPRE. Namesto več regionalnih projektov je na letnih strokovnih konferencah stopila v ospredje ena splošna tema, ki so jo obravnavali na ravni posameznih držav. 
Tako izhodišče delovanja se je v osemdesetih letih še izpopolnilo in obravnavane teme so morale biti aktualne in nadregionalnega interesa ter povezane s krajem konference. V tem obdobju je bil tudi storjen korak naprej k celostni obravnavi varstva narave in okolja v alpskem prostoru, kar je prišlo do izraza v prizadevanjih za Alpsko konvencijo. Ni bila pa pomembna samo pokrajina, ki jo je treba varovati, ampak tudi človek, ki živi v njej, zato so se odprle nove, družbenoekonomske teme. Ali povedano z besedami Maria Broggija: dosežena je bila neke vrste povezava med naravoslovnimi in družboslovnimi znanostmi.
Delegati so o strokovnih vprašanjih dolga leta razpravljali izključno na srečanjih, ki so jih organizirali vsako leto. Ob koncu šestdesetih let so jih preimenovali v "konference" oziroma "letne strokovne konference". Te so danes organizirane v vsakokrat drugi izmed držav udeleženk, praviloma trajajo dva do tri dni, program pa pogosto vsebuje tudi strokovne ekskurzije v bližnjo okolico kraja konference. 
Danes so k udeležbi vabljeni zunanji predavatelji, konferenca pa je odprta tudi za širšo javnost. Letne strokovne konference so bile v prejšnjih desetletjih dogodek leta, saj se je dejavnost CIPRE osredotočala prav nanje. Od devetdesetih let se je področje dejavnosti CIPRE sicer zelo razširilo, a letna strokovna konferenca še vedno ostaja pomembno srečanje, namenjeno medsebojni izmenjavi strokovnih stališč in informacij. 

## Jeziki
Ob ustanovitvi organizacije v letu 1952 sta bili za uradna jezika določeni francoščina in nemščina. Tovrstno omejitev na le dva jezika kljub dejstvu, da so pri CIPRI sodelovali tudi italijanski in slovenski predstavniki, so nekateri člani ocenili kot pomanjkljivost.
Konec osemdesetih let, v obdobju predsedovanja Maria F. Broggija, se je organizacija začela odpirati navzven. Stiki z italijanskim in slovenskim prostorom so se okrepili. Z ustanovitvijo profesionalnega sekretariata je bilo zagotovljeno ohranjanje in vzdrževanje stikov, posledica tega pa je bila , da je bil leta 1990 kot uradni jezik CIPRE priznan italijanski, leta 1992 pa še slovenski jezik.

## Partnerji
CIPRA sodeluje z mednarodno mrežo organizacij, institucij in posameznikov, katerih cilji izhajajo iz prizadevanj po usklajevanju ekološkega ravnovesja, gospodarske stabilnosti in socialnega napredka v gorskih regijah po vsem svetu.

## Omrežja
- Alpsko mesto leta[5]  je društvo, v katerem so združena alpska mesta, ki so prejela naziv Alpsko mesto leta. S tem nazivom, ki ga od leta 1997 podeljuje mednarodna žirija, so izbrana alpska mesta odlikovana za svojo posebno zavezanost k uresničevanju Alpske konvencije. Za naziv se lahko poteguje katero koli mesto z območja veljavnosti Alpske konvencije, ki izrazi pripravljenost za uresničevanje Alpske konvencije v praksi. CIPRA je v žiriji zastopana že od ustanovitve društva, od leta 2003 pa zanj opravlja tudi naloge sekretariata.

- Via Alpina[6] je mreža čezmejnih pohodniških poti, katerih trasa poteka od Trsta v Italiji do Monaka. Po skupaj petih poteh Vie Alpine lahko pohodniki doživljajo alpski svet kot življenjski in naravni prostor kakor tudi prostor za srečevanja in druženja, obenem pa mreža poti zagotavlja tudi fizično povezavo med osmimi alpskimi državami. Društvo je leta 2000 nastalo na pobudo zveze pohodniških in planinskih društev ter lokalnih skupnosti pod vodstvom francoskega društva Grande Traversée des Alpes. Leta 2014 je vodenje koordinacije mreže prevzela CIPRA International z namenom, da obstoječo ponudbo zagotavlja tudi v prihodnje in jo še obogati s temami, povezanimi s trajnostnim razvojem.
- Omrežje občin Povezanost v Alpah[7] je združenje okoli 300 občin in občinskih zvez z alpskega območja, ki se skupaj zavzemajo za oblikovanje Alp kot trajnostnega življenjskega prostora. CIPRA je leta 1997 sodelovala pri ustanovitvi omrežja, zanj pa od leta 2000 opravlja nekatere naloge sekretariata in je zadolžena za upravljanje projektov, daje različne pobude ter omogoča in spremlja izvajanje projektov.

## Nagrade in priznanja
- 2014 – nagrada za mobilnost Avstrijskega prometnega kluba (VCÖ) pilotni regiji Dolini Alpskega Rena v okviru projekta Alpstar
- 2012 – nagrada za trajnostni razvoj Nizozemskega kraljevega združenja alpinistov in gorskih športnikov (NKVB
- 2002 – Alp Web Award Italijanske planinske zveze (CAI)
- 2001 – velika Bindingova nagrada za varstvo narave in okolja Bindingovega sklada (Schaan)
- 1998 – mednarodno okoljsko priznanje turističnega koncerna Touristik Union International (TUI)
- 1998 – nagrada Gold Star Evropske zveze združenj turističnih novinarjev (FEDAJT)
- 1995 – zlata okoljska nagrada Delovne skupnosti alpskih dežel (Arge Alp)